# Madison (Alabama)
Madison város az USA Alabama államában, Limestone és Madison megyében. Lakosainak száma 56 933 fő (2020. április 1.).

## Népesség
A település népességének változása:

| 2010 | 42 938 |
| 2020 | 56 933 |